# Granary Kirkegaard
Granary Kirkegaard (engelsk: Granary Burying Ground) er en historisk kirkegård i Boston i Massachusetts i USA. Kirkegården er grundlagt i 1660.
Kirkegården er den tredjeældste i Boston-området.
Kirkegården er begravelsesplads for mange notabiliteter, som døde under den amerikanske uafhængighedskrig, blandt andet Paul Revere, tre underskrivere af USA's uafhængighedserklæring, fem ofre fra Bostonmassakren etc.
Antallet af grave er opgivet til 2.345.